# قافله‌سالار
قافله‌سالار نام یک آلبوم موسیقی که حاصل نوازندگی تار و سه‌تار و آواز محمدرضا لطفی می‌باشد. اجرای سالن فلورانس ایتالیا سال ۱۳۶۴
```
[
۱
]
```

## فهرست آهنگ‌ها
دو تراک:
۱ دستگاه راست پنجگاه (تار)
۲ دستگاه نوا (سه‌تار)